# San Juan de la Rambla
San Juan de la Rambla je jednou z 31 obcí na španělském ostrově Tenerife. Nachází se v centrální části ostrova, sousedí s municipalitami Los Realejos, La Guancha a La Orotava. Její rozloha je 20,67 km², v roce 2019 měla obec 4 828 obyvatel. Je součástí comarcy Icod.